# Susanne Ringell
Susanne Gun Emilia Ringell, född 28 februari 1955 i Helsingfors, är en finlandssvensk författare, dramatiker och poet.

## Biografi
Ringell har utbildat sig vid Helsingfors universitet och Teaterhögskolan i Helsingfors och har sedan dess varit verksam vid flera finlandssvenska teatrar. 
Susanne Ringell var från 1992 till hans död gift med författaren och skådespelaren Anders Larsson (1952–2021).

## Priser och utmärkelser
- 1994 – Granberg-Sumeliuska priset för Det förlovade barnet
- 1995 -  Prix Italias huvudpris för hörspelet Vestalen
- 1998 - Svenska Litteratursällskapets pris för novellsamlingen Åtta kroppar
- 2000 - Stiftelsen Längmanska Kulturfondens pris
- 2004 - Prix Europa Radio France för hörspelet Och om bettlare och vägmän
- 2004 - Svenska Litteratursällskapets pris för romanen Katt begraven
- 2007 – nominering till Sveriges Radios Novellpris för Mellan sylta och kompott ur samlingen En god Havanna
- 2008 – Hugo Bergroth-priset
- 2010 – Svenska Yles litteraturpris för Vattnen
- 2010 – Svenska litteratursällskapet i Finlands pris ur Ragnar, Ester, Rolf och Margareta Bergboms fond[4]
- juli 2013 – Månadens diktare i Sveriges Radios program Dagens dikt
- 2015 - Svenska Litteratursällskapets pris för kortprosasamlingen Tärnornas station
- 2016 - Boismanska priset för hörspelet Svärmorstungor
- 2018 - Nominerad till Nordiska Rådets Litteraturpris 2018 för God morgon
- 2020 - Ludvig Nordström-priset för sin novellkonst[5]

## Dramatik
- Vendettan (radiohörspel) - 1990
- Pantlånekontoret - 1992
- Vestalen (radiohörspel) - 1994
- Harriets hus (radiohörspel) - 1999
- Jungfru Anna - 2000
- Och om bettlare och vägmän (radiohörspel) - 2002
- Eftermiddag - 2002
- So long, Marianne (radiohörspel) - 2008
- Simma näck - 2009
- Rosenfång III (radiohörspel) - 2011
- In transit (monolog) -  2015
- Svärmorstungor (radiohörspel) - 2016
- De langerhanska öarna - 2017
- Nattvakten - Askarin (radiohörspel) - 2018